# 国立病院機構山口宇部医療センター

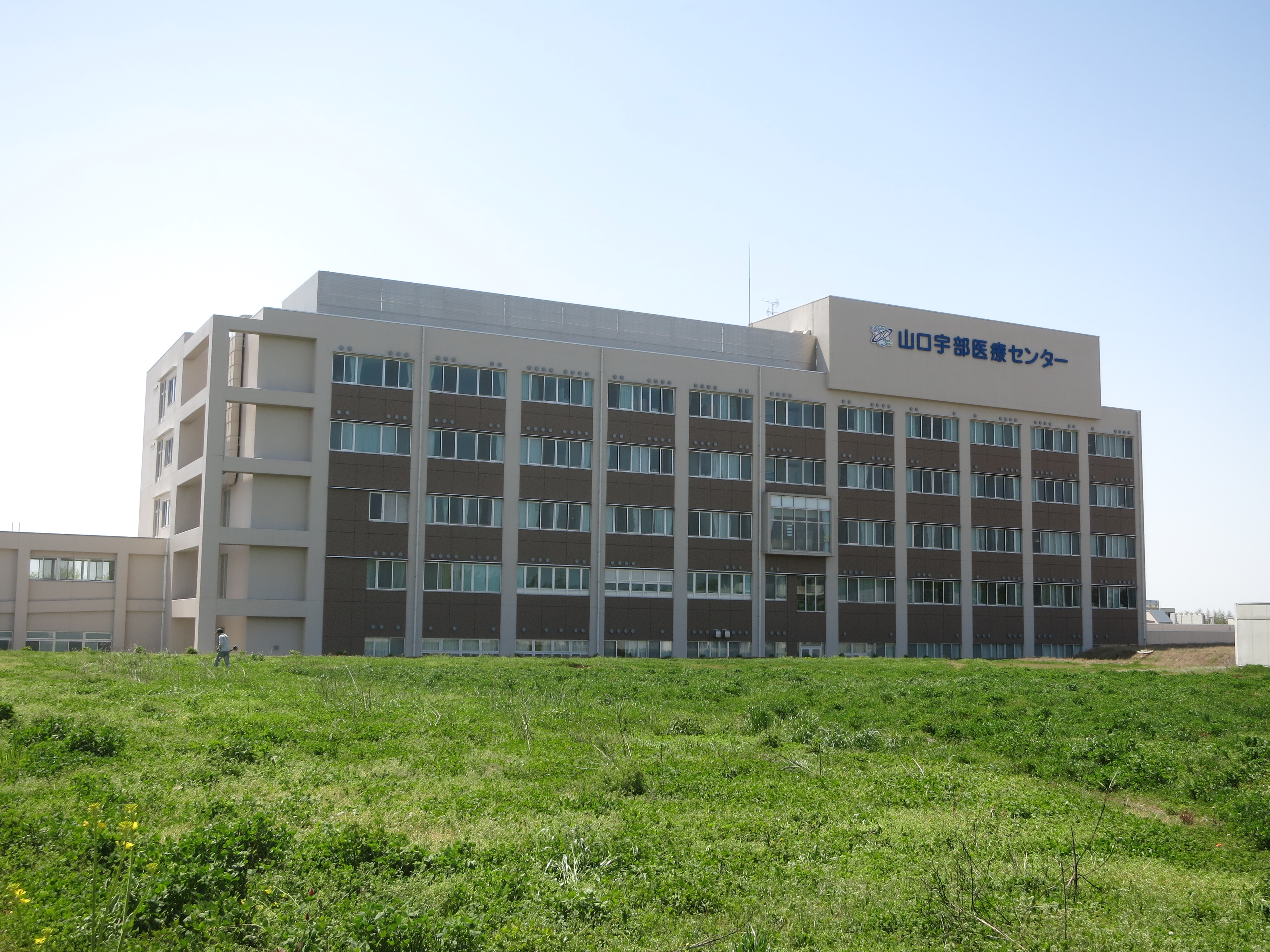
入院棟

独立行政法人国立病院機構山口宇部医療センター（どくりつぎょうせいほうじんこくりつびょういんきこうやまぐちうべいりょうセンター）は、山口県宇部市にある国立病院機構に属する病院。2008年（平成20年）9月30日までの旧称は独立行政法人国立病院機構山陽病院（どくりつぎょうせいほうじんこくりつびょういんきこうさんようびょういん）。政策医療分野における呼吸器疾患の基幹医療施設、重症心身障害の専門医療施設である。

## 特徴
現在、一般病床215床、結核病床50床、重症心身障害児（者）病床120床で運営している。一般病床の内25床の緩和ケア病床を保有しており、一般病床215床の内120床以上ががん患者の入院となっている。
胸部呼吸器疾患（肺がん、気管支喘息等）に対する専門医療および重症心身障害児（者）に対する専門医療に特色を持つ。特に呼吸器疾患については山口県で中核的な機能を持ち、良性、悪性とも難治性の呼吸器疾患(COPD、間質性肺炎等）の治療機能を持つ。肺がんの手術件数の実績は、全国で11位(2006年)、中国四国九州で2位の実績を有するとともに、胸膜中皮腫の診断治療も専門機能を持つ。また、悪性胸膜中皮種（アスベスト被害）診療は専門の内科医、外科医がおり、検診・診断・治療まで一環の医療が行える。
臨床研究分野では岡部和倫医師ら国内外の共同チームによるアスベスト小体に関する研究で先駆的である。
がん治療については、血液、乳腺（乳がん）、消化器等の治療も行っている。がん薬物療法専門医が3名おり、がんの予防、診断、治療、化学療法、放射線治療、緩和ケアまで一貫してがん治療を行っている。放射線については、画像診断専門医、放射線診断専門医がいる。
障害児医療は、入院による病院診療（超重症児医療は日本でも有数の機能）の他、通園施設や障害児外来などを通し在宅支援を行っている。
療育施設のほか、敷地内には山口県立宇部総合支援学校の分室を併設する。
これらの医療に対する専門性を広く知らしめるため、2008年10月1日より病院名を「山陽病院」から「山口宇部医療センター」改称の上、「山口がん・呼吸器センター」の副名称を設けた。

## 沿革
- 1942年（昭和17年）10月29日 - 軍事保護院傷痍軍人療養所として創設。
- 1945年（昭和20年）
  - 5月15日 - 呉海軍病院山陽荘分院となる。
  - 12月1日 - 厚生省移管に伴い国立療養所山陽荘に改称。
- 1946年（昭和21年）5月14日 - 第6ニュージーランド総合病院（NO.6 New Zealand General Hospital）としてイギリス連邦占領軍に接収され[1]、湯田分院（山口市）に本部を移転。
- 1948年（昭和23年）8月15日 - 接収解除により本部を復帰。
- 1968年（昭和43年）3月27日 -　重症心身障害児（者）病棟開棟。
- 1977年（昭和52年）4月1日 - 名称を国立療養所山陽荘病院に変更。
- 1996年（平成8年）6月24日 - エイズ治療拠点病院に指定。
- 1997年（平成9年）7月1日 - 国立療養所山陽荘病院と国立湯田温泉病院を統合（閉鎖）、新たに国立療養所山陽病院として発足。湯田温泉病院の施設は山口県済生会が済生会湯田温泉病院として運営。
- 1998年（平成10年）10月1日 - 緩和ケア病棟開棟。
- 2004年（平成16年）4月1日 - 独立行政法人国立病院機構に移行、独立行政法人国立病院機構山陽病院となる。
- 2008年（平成20年）10月1日 - 病院名を独立行政法人国立病院機構山口宇部医療センター（山口がん・呼吸器センター）に改称[2]。

## 診療科
| - 内科 - 精神科 - 神経内科 - 呼吸器科 - 循環器科 | - 小児科 - 外科 - 整形外科 - 呼吸器外科 - 消化器科 | - 放射線科 - 麻酔科 - 歯科 - リハビリテーション科 |

## 医療機関の認定
（下表の出典）
| 保険医療機関                                                                       | 労災保険指定医療機関                   |
| 指定自立支援医療機関（更生医療）                                                   | 臨床研修病院                           |
| 指定自立支援医療機関（育成医療）                                                   | 指定自立支援医療機関（精神通院医療）   |
| 身体障害者福祉法指定医の配置されている医療機関                                     | 精神保健指定医の配置されている医療機関 |
| 生活保護法指定医療機関                                                             | 結核指定医療機関                       |
| 指定小児慢性特定疾病医療機関                                                       | 在宅療養後方支援病院                   |
| 難病の患者に対する医療等に関する法律（平成２６年法律第５０号）に基づく指定医療機関 | DPC対象病院                            |
| 戦傷病者特別援護法指定医療機関                                                     | 原子爆弾被害者医療指定医療機関         |
| 原子爆弾被害者一般疾病医療取扱医療機関                                             | 公害医療機関                           |

- 救急告示病院に指定されている[4]。
- エイズ治療拠点病院[5]
- 特定領域がん診療連携推進病院（肺がん）（県指定）、がん相談支援室[6]
- 公益財団法人日本医療機能評価機構認定病院（3rdG:Ver.2.0（4回目,2020年7月3日認定,2025年3月27日認定有効期限））[7]。
- このほか、各種法令による指定・認定病院であるとともに、各学会の認定施設でもある。

## 院内学級
- 山口県立宇部総合支援学校山口宇部医療センター内学級（特別支援学級） - 小中学部2学級、高等部2学級[8]

## 一般施設
- 売店（Green leaves …mail…） - 営業時間：平日8:00～18:30、土日祝8:00～17:30　店内には、ATMが設置されており、FAX送信やコピー、ゆうパック取次ぎ、公共料金の支払い等の各種サービスも行なっている[9]。
- 自動販売機
- 図書室
- 食堂 - 営業：平日9:00～15:00[9]
- 第6ニュージーランド総合病院記念碑 - 1946年から1948年にかけて同地に存在し、山口県内に駐留するニュージーランド軍将兵の治療を行った「第6ニュージーランド総合病院」の運営部隊が残した記念碑[1][10]。

## 交通
- 西日本旅客鉄道（JR西日本）宇部線「岐波駅」から徒歩20分。
- 西日本旅客鉄道（JR西日本）宇部線「宇部新川駅」から宇部市営バス阿知須行きで「山口宇部医療センター」下車すぐ。
- 西日本旅客鉄道（JR西日本）山陽新幹線ほか各線新山口駅から宇部市営バス快速便宇部新川駅行きで「山口宇部医療センター入口」下車徒歩10分。
- 山口宇部空港からタクシーで20分。